# August Kork
August Iwanowicz Kork, ros. Август Иванович Корк (ur. 3 sierpnia 1887 w Aardla, zm. 11 czerwca 1937) – rosyjski i radziecki oficer pochodzenia estońskiego, uczestnik I wojny światowej oraz wojny domowej w Rosji (po stronie czerwonych), podpułkownik armii Imperium Rosyjskiego, w Armii Czerwonej komandarm 2 rangi. Ofiara stalinowskiej czystki w Armii Czerwonej.

## Życiorys

### Służba w armii Imperium Rosyjskiego
Pochodził z estońskiej rodziny chłopskiej. W 1905 r. ukończył czteroklasową szkołę w Tartu, następnie podjął naukę w szkole junkrów w Wilnie, a w związku z reorganizacją placówki ukończył w 1908 r. Czugujewską Szkołę Wojskową (piechoty. Służył następnie w 98 Jurjewskim Pułku Piechoty w Dzwińsku. W latach 1911–1914 r. studiował w Imperatorskiej Nikołajewskiej Akademii Wojskowej, kończąc studia jako jeden z najlepszych absolwentów w danym roczniku. Za osiągnięcia w nauce otrzymał order św. Stanisława III stopnia. 
Podczas I wojny światowej służył w sztabie Wileńskiego Okręgu Wojskowego, następnie w sztabach 8 Dywizji Strzeleckiej, 20 Korpusu Armijnego i 3 Korpusu Syberyjskiego. W 1917 r. ukończył szkołę lotników-obserwatorów. W armii Imperium Rosyjskiego dosłużył się stopnia podpułkownika, ostatnim stanowiskiem, jakie zajmował, było stanowisko oficera do poruczeń ds. lotnictwa przy sztabie Frontu Zachodniego.
Po rewolucji lutowej, w sierpniu 1917 r. został przewodniczącym komitetu żołnierskiego Frontu Zachodniego.

## Służba w Armii Czerwonej

### Wojna domowa w Rosji
W czerwcu 1918 roku dobrowolnie wstąpił do Armii Czerwonej. Służył w oddziale operacyjnym Wszechrosyjskiego Sztabu Głównego. Od października 1918 r. był kierownikiem wydziału sztabu Frontu Zachodniego. W grudniu 1918 r. został doradcą ludowego komisarza wojny proklamowanej 29 listopada tego roku Estońskiej Komuny Ludu Pracującego. Estońska republika radziecka ze stolicą w Narwie przetrwała do 19 stycznia 1919 r., gdy jej rząd musiał wycofać się na wschód wobec kontrofensywy wojsk estońskich. W lutym 1919 r. August Kork został szefem sztabu Armii Estońskiej - nazwę tę dowództwo Armii Czerwonej nadało czerwonej 7 Armii. W czerwcu 1919 r. Armia Estońska została ponownie przemianowana na 7 Armię; August Kork kontynuował służbę w niej jako pomocnik dowódcy, Aleksandra Riemiezowa, w takim charakterze biorąc udział w obronie Piotrogrodu przed białą Armią Północno-Zachodnią gen. Nikołaja Judenicza.
W lipcu 1919 r. został dowódcą 15 Armii (przekształconej z Łotewskiej Armii Radzieckiej). W ocenie Siergieja Kamieniewa był najlepszym czerwonym dowódcą na zachodnim froncie rosyjskiej wojny domowej. Na czele 15 Armii brał udział w wojnie polsko-bolszewickiej.
W październiku 1920 r., po podpisaniu przez rząd bolszewicki traktatu pokojowego z Polską, August Kork został mianowany dowódcą 6 Armii w składzie Frontu Południowego. Brał udział w ostatnich operacjach przeciwko Armii Rosyjskiej gen. Wrangla. Na początku października i w pierwszych dniach listopada 1920 r. dowodzona przez niego 6 Armia brała udział w wyparciu białych z Północnej Taurydy na Krym. Następnie 6 Armia wspólnie z 1 i 2 Armią Konną przeprowadzała główne uderzenie podczas szturmu Krymu - operacji perekopsko-czongarskiej. 30 grudnia 1920 r. został odznaczony Honorową Bronią Rewolucyjną za dowodzenie podczas operacji perekopsko-czongarskiej. Podczas wojny domowej został również dwukrotnie odznaczony Orderem Czerwonego Sztandaru, w 1919 i 1920 r.

### Dalsza służba w Armii Czerwonej
Od maja 1921 r. do czerwca 1922 r. był dowódcą Charkowskiego Okręgu Wojskowego. Następnie od czerwca do października 1922 r. był pomocnikiem naczelnego dowódcy wojsk Ukrainy i Krymu, w 1922 r. - dowódcą Frontu Turkiestańskiego. Od lipca do grudnia 1923 r. pełnił obowiązki pierwszego pomocnika naczelnika Zarządu Głównego Sił Powietrznych ZSRR. Od grudnia 1923 r. do lutego 1925 r. był najpierw pomocnikiem dowódcy, a następnie dowódcą Zachodniego Okręgu Wojskowego. Od lutego do listopada 1925 r. dowodził Armią Kaukaską. W listopadzie 1925 r. został ponownie dowódcą Zachodniego Okręgu Wojskowego. Od maja 1927 do 1928 r. był dowódcą Leningradzkiego Okręgu Wojskowego. W czerwcu 1928 r. został radzieckim attaché wojskowym w Niemczech. W maju 1929 r. został naczelnikiem zaopatrzenia Armii Czerwonej. W listopadzie 1929 r. mianowano go dowódcą Moskiewskiego Okręgu Wojskowego.   

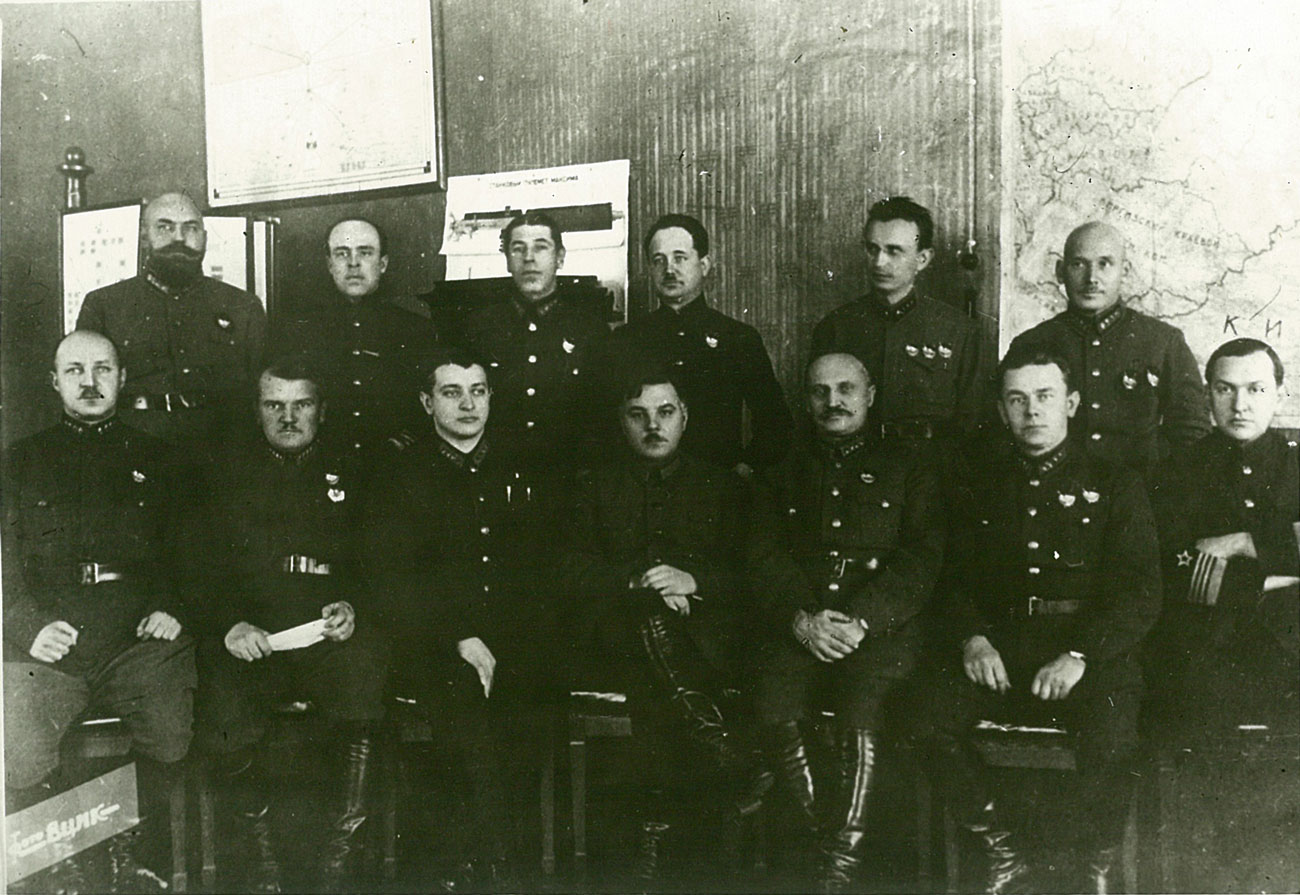
Kork w gronie wyższych dowódców Armii Czerwonej, 1927 (siedzi drugi z prawej)

W latach 1935–1937 był komendantem Akademii Wojskowej im. Michaiła Frunzego w stopniu komandarma II rangi. Cieszył się autorytetem w armii. Siergiej Biriuzow opisał go jako człowieka, który w Akademii "nie miał sobie równych pod względem autorytetu, głębi i zakresu wiedzy", a "wysokie wymagania łączył z uprzejmością i taktem". Jan Bierzin charakteryzował Korka jako człowieka zdolnego do rozeznawania się w skomplikowanych kwestiach politycznych, energicznego i upartego w rozwiązywaniu postawionych przed nim zadań.  
W marcu 1937 roku na naradzie partyjnego aktywu Akademii poparł stalinowskie czystki, powtarzając wnioski z lutowo-marcowego plenum KC WKP (b), podczas którego ogłoszono rozprawę z "bandami trockistowsko-zinowjewowskimi, bucharinowcami i rykowcami". Nie uchroniło to samego Korka, którego Stalin nie lubił i któremu nie ufał, przed aresztowaniem. Komendant Akademii Wojskowej został aresztowany przez NKWD 12 maja 1937 r. w swoim mieszkaniu w rządowym "domu na nabrzeżu" (na bulwarze Biersieniewskim w Moskwie). 

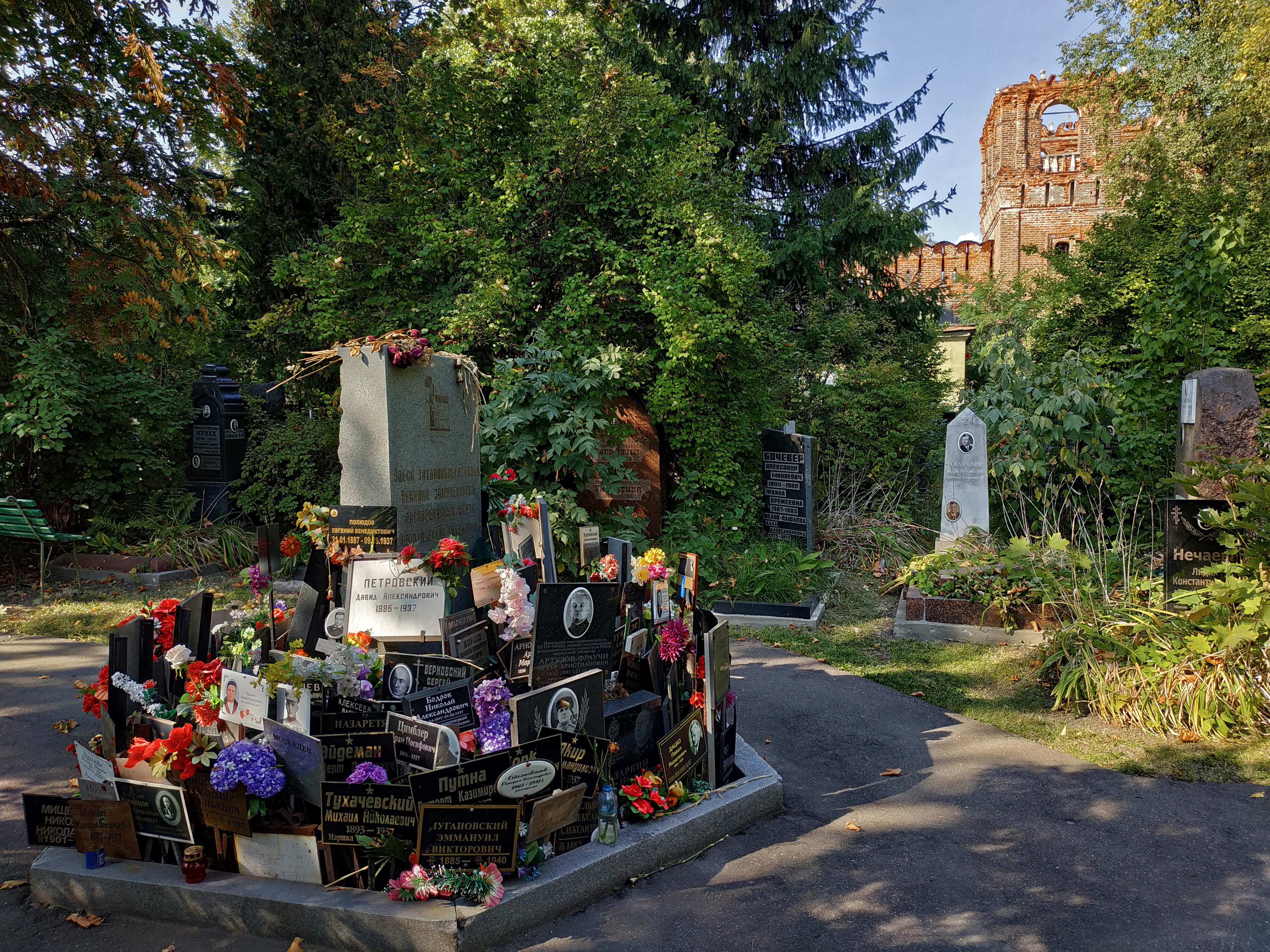
Grób zbiorowy nr 1 na Cmentarzu Dońskim w Moskwie, gdzie anonimowo pochowano Augusta Korka i pozostałych skazanych razem z nim oficerów Armii Czerwonej

11 czerwca 1937 pod zarzutem udziału w spisku wojskowym w Armii Czerwonej i przygotowań do obalenia władzy sowieckiej poprzez powstanie zbrojne i klęskę ZSRR w przyszłej wojnie (z art. 58 radzieckiego kodeksu karnego) został postawiony przed Sądowym Trybunałem Specjalnym Sądu Najwyższego ZSRR, pod przewodnictwem Wasilija Ulricha, razem z siedmioma innymi dowódcami: Michaiłem Tuchaczewskim, Ioną Jakirem, Robertem Ejdemanem, Witowtem Putną, Witalijem Primakowem, Borisem Feldmanem oraz Ijeronimem Uborewiczem (tzw. sprawa Tuchaczewskiego). Wszyscy zostali skazani na śmierć. Wszyscy zostali rozstrzelani następnego dnia. Ciała skremowano w krematorium na Cmentarzu Dońskim, prochy pochowano anonimowo (ob. mogiła zbiorowa nr 1). Proces pokazowy wywarł ogromne wrażenie w całym ZSRR, gdyż straceni oficerowie należeli do czołowych dowódców Armii Czerwonej, najsłynniejszych czerwonych dowódców okresu wojny domowej. Był to początek wielkiej czystki w Armii Czerwonej. Aresztowana jako członek rodziny wroga ludu została również żona Korka Jekatierina, skazana na śmierć 13 lipca 1941 r. i stracona 28 lipca tego samego roku.
W 1957 r. August Kork został zrehabilitowany.